# Ryan Smeeton
Ryan Smeeton (* 26. Oktober 1998 in Calgary) ist ein kanadischer Leichtathlet, der sich auf den Hindernislauf spezialisiert hat.

## Sportliche Laufbahn
Erste internationale Erfahrungen sammelte Ryan Smeeton im Jahr 2019, als er bei der Sommer-Universiade in Neapel in 8:40,00 min den fünften Platz belegte. Anschließend nahm er erstmals an den Panamerikanischen Spielen in Lima teil und erreichte dort in 8:41,85 min Rang sechs. Zudem qualifizierte er sich erstmals für die Weltmeisterschaften in Doha, bei denen er mit 8:32,53 min aber nicht bis in das Finale gelangte. Auch bei den Weltmeisterschaften 2022 in Eugene schied er mit 8:33,51 min im Vorlauf aus und anschließend belegte er bei den NACAC-Meisterschaften in Freeport in 8:54,46 min den fünften Platz.

## Persönliche Bestleistungen
- 3000 m Hindernis: 8:20,06 min, 10. Juni 2022 in Eugene